# Pillola progestinica
La pillola progestinica o mini-pillola (o POPs, dall'inglese Progestogen-only pills) è una pillola contraccettiva a base di solo progestinico (in Italia, il desogestrel). È un metodo contraccettivo di ultima generazione che, come tutti i regimi a solo progestinico, viene somministrata secondo uno schema continuativo, cioè senza intervallo libero.
Le pillole progestiniche a base di desogestrel in commercio in Italia sono Cerazette e Azalia.

## Modo d'uso
L'effetto contraccettivo della pillola a base di solo progestinico è principalmente dovuto all'inibizione dell'ovulazione; infatti, l'ovulazione viene inibita nel 99% dei cicli. Inoltre, l'aumento della viscosità del muco cervicale e la modificazione  all'endometrio (rendendolo inadatto alle gravidanze, impedendo che l'ovulo – nel caso venga eventualmente fecondato – possa impiantarvisi) per effetto del progestinico contribuisce a sua volta all'efficacia contraccettiva,

## Efficacia
La pillola contraccettiva a base di solo progestinico è in grado di inibire efficacemente l'ovulazione. L'indice di Pearl è infatti comparabile con quello normalmente associato ai contraccettivi orali combinati e ciò indica che la pillola contraccettiva a base di desogestrel è più efficace delle tradizionali pillole a solo progestinico. In passato vi erano in commercio varie pillole note come tradizionali pillole a solo progestinico (chiamate anche minipillole) la cui efficacia contraccettiva si produceva più per la loro azione sul muco cervicale che per inibizione dell'ovulazione e con queste pillole infatti l'ovulazione era inibita solo in circa la metà dei cicli.

## Vantaggi
Come per altri contraccettivi a base di solo progestinico impianto contraccettivo ormonale sottocutaneo anche la pillola contraccettiva a base di desogestrel, presenta dei vantaggi rilevanti dal punto di vista degli effetti collaterali.
E pertanto:
- non ha effetto sul peso corporeo.
- è ben tollerata perché evita i tipici effetti collaterali estrogeno-dipendenti (cefalea, tensione mammaria, nausea e gonfiore)
- non contiene estrogeni
- può essere usata anche durante l'allattamento
Infine la contraccezione con solo progestinico può essere preferibile come metodo contraccettivo nelle donne con problemi medici o con condizioni cliniche a più alto rischio se associate all'uso di contraccettivi ormonali combinati: età e fumo (rischio CV), tromboembolie venose (pregresse, rischio), ipertensione arteriosa, malattie cardiovascolari, diabete complicato.

## Svantaggi
L'imprevedibilità del profilo mestruale è caratteristico di tutti i metodi contraccettivi solo progestinici. Anche in questo caso si evidenzia un profilo mestruale più variabile rispetto alle pillole estro progestiniche, ma è stata dimostrata una:
- Tendenza a  sanguinamento minore  nel tempo
- Tendenza a riduzione dei giorni di sanguinamento/spotting[7]

Le prescrizioni ormonali a base di progesterone sono note per causare disturbi simili alla depressione post-partum in alcune donne, con il rischio di generare comportamenti suicidari; per questa ragione, l'Agenzia italiana del farmaco invita le donne che assumono ormoni contraccettivi a segnalare al proprio medico senza indugio qualsiasi sintomo al riguardo.